# 維多利亞 (哥佐島)
維多利亞（又称，意为“维多利亚城”），当地人称之为拉巴特（Rabat，为老城中心的名字），是馬耳他的市镇，位於戈佐島中部，是该岛的首府及人口最多的城镇。市镇面積为2.9平方公里，2014年3月人口数量为6,901人。

## 外部連結
- 官方网站  （英文）
- Festival Mediterranea （页面存档备份，存于） （英文）
- La Stella Philharmonic Society AD 1863 （马耳他文）